# 香の図
香の図（こうのず）は、香道の中で、ある種の組香（くみこう）、もしくは芸術品の紋様として利用される縦線と横線からなる図柄である。
主として、源氏香（げんじこう）・系図香（けいずこう）・三種香（さんしゅこう）という組香に用いられる。

## 源氏香の図

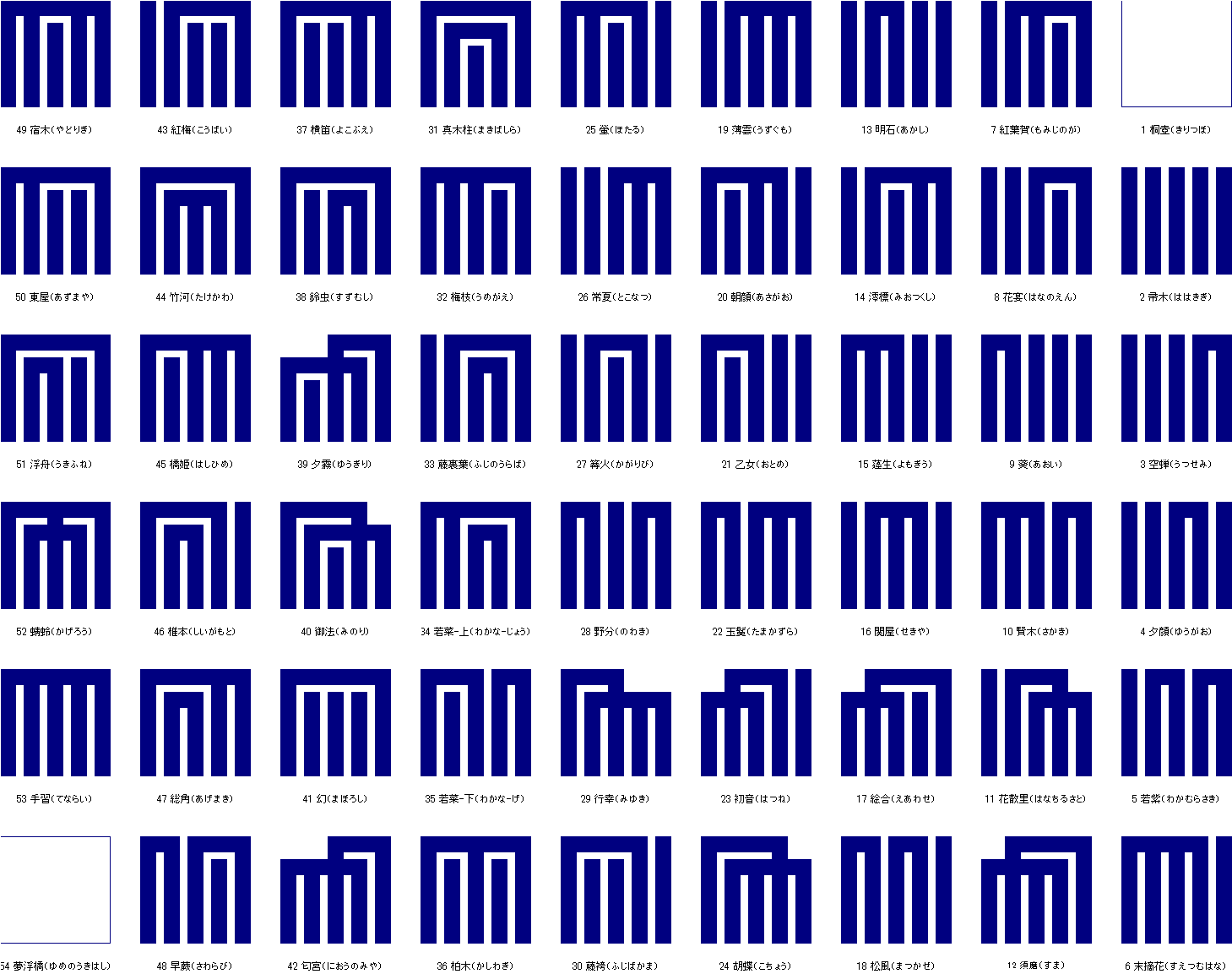
源氏香の図

源氏香の図は縦5本の線を基本として構成される。各線の示す香りは、右から第1香、第2香、…、第5香の順と決まっている。源氏香において、5つの香りを聞いた後、同香だと思ったものの頭を横線でつなぐことで源氏香の図が表現される。たとえば、2番目の香と5番目の香が同じで、他は全て異なる香であると思ったら、藤袴になる。全部で52通りのつなぎ方があり、源氏物語全54帖のうち、桐壺と夢浮橋の2帖を除く52帖の巻名が一つ一つの図に附されている。詳しいルールに関しては、香道の源氏香の欄も参照されたい。
源氏香の図は、その芸術性の高さからか、着物やその帯、重箱などの模様、家紋としてもよく使われている。また、和菓子においてもこれを模しているものが存在する。2023年に日本で開催された国際数学オリンピックのロゴタイプには第16帖「関屋」が用いられているが、小林吹代は関孝和の「関」とかけたものと考察している。

## 系図香の図
系図香の図は、縦4本の線を基本として構成される。源氏香より香数の1つ少ない系図香に利用され、源氏香の図と同様に、同香と思ったものの頭をつなぐことで完成する。これにもまた、それぞれに銘がついている。

## 三種香の図
三種香の図は、縦3本の線を基本として構成される。源氏香より2つ、系図香より1つ香数の少ない三種香に利用され、源氏香、系図香と同様に、同香の頭をつなぐことで完成する。これにもまた、それぞれに銘がついている。

## フォント
- 今昔文字鏡に源氏香の図が含まれている。
- Nishiki-tekiフォントやQuiviraフォントが私用領域で源氏香の図に対応している[2]。
- Nishiki-tekiフォントは私用領域で系図香や三種香の図にも対応している。